# Эбессен, Томас
Томас Эбессен (англ. Thomas Ebbesen; род. 30 января 1954 года, Осло) — работающий во Франции норвежский физик, известный своими пионерскими работами в области нанооптики и нанофотоники.
Член Норвежской академии наук, иностранный член Французской академии наук (2009).

## Карьера
Получил степень бакалавра в Оберлинском колледже и степень доктора философии в Университете Пьера и Марии Кюри. Работал в исследовательской лаборатории компании NEC, которая разработала и изучала углеродные нанотрубки, вместе с Сумио Иидзима. В ходе исследований открыл физическое явление 
необычной передачи света при определенных условиях . С 1999 года работает в Страсбургском университете. Продолжив исследования в области нанооптики, разработал пикосекундный лазер .
Награды
- Премия Еврофизика (2001)
- Премия в области квантовой электроники и оптики (2009)
- Премия Кавли (2014)[6]
- Золотая медаль Национального центра научных исследований (2019)